# Micrisotoma achromata
Micrisotoma achromata är en urinsektsart som beskrevs av Bellinger 1952. Micrisotoma achromata ingår i släktet Micrisotoma och familjen Isotomidae. Inga underarter finns listade i Catalogue of Life.